# اچ‌ام‌اس مارینر (جی۳۸۰)
اچ‌ام‌اس مارینر (جی۳۸۰) (به انگلیسی: HMS Mariner (J380)) یک کشتی است که طول آن ۲۲۵ فوت (۶۹ متر) می‌باشد. این کشتی در سال ۱۹۴۴ ساخته شد.